# Aeropuerto de Bahía de los Ángeles
El Aeropuerto de Bahía de Los Ángeles (Código IATA: BHL - Código OACI: MX12 - Código DGAC: BAX) es un pequeño campo de aviación privado de uso público ubicado al norte de Bahía de los Ángeles, Baja California, México. Cuenta con una pista de aterrizaje de 1,500 metros de largo y 18 metros de ancho, una plataforma de aviación de 4,050 metros cuadrados (45m x 90m) y una calle de rodaje que conecta la plataforma con la pista de aterrizaje. Actualmente solo se utiliza con propósitos de aviación general.
Cuenta con guardia militar para la seguridad de las instalaciones, sin embargo se reportaron dos aviones robados en 2009.